# Novaki Bistranski
 Novaki Bistranski  falu Horvátországban Zágráb megyében. Közigazgatásilag Bistra községhez tartozik.

## Fekvése
Zágrábtól 13 km-re északnyugatra, községközpontjától 2 km-re délre a Korpona folyó és a Medvednica-hegység közötti dombos vidéken fekszik.

## Története
A falunak 1857-ben 528, 1910-ben 816 lakosa volt. Trianon előtt Zágráb vármegye Zágrábi járásához tartozott. 2011-ben 787 lakosa volt.

## Lakosság
| Lakosság változása | Lakosság változása | Lakosság változása | Lakosság változása | Lakosság változása | Lakosság változása | Lakosság változása | Lakosság változása | Lakosság változása | Lakosság változása | Lakosság változása | Lakosság változása | Lakosság változása | Lakosság változása | Lakosság változása | Lakosság változása |
| ------------------ | ------------------ | ------------------ | ------------------ | ------------------ | ------------------ | ------------------ | ------------------ | ------------------ | ------------------ | ------------------ | ------------------ | ------------------ | ------------------ | ------------------ | ------------------ |
| 1857               | 1869               | 1880               | 1890               | 1900               | 1910               | 1921               | 1931               | 1948               | 1953               | 1961               | 1971               | 1981               | 1991               | 2001               | 2011               |
| 528                | 579                | 604                | 716                | 767                | 816                | 834                | 864                | 883                | 929                | 900                | 881                | 871                | 873                | 777                | 787                |

## Nevezetességei
Szent Rókus tiszteletére szentelt kápolnája 1863-ban épült historizáló stílusban. A kápolna a Zaprešić-Bistra út mentén található. 1863-ban épült a régi 14. századi kápolnától északra. A téglalap alaprajzú egyhajós kápolnát a hajónál szűkebb sokszögű szentély és a főhomlokzat feletti torony zárja. A hajót két, négyszögletes alakú, boltövekkel elválasztott porosz boltozat, a szentélyt pedig csúcsíves dongaboltozat fedi.